# Fernanda de' Maffei
Fernanda de' Maffei (Cles, 22 maggio 1917 – Cles, 28 aprile 2011) è stata una storica dell'arte italiana.

## Biografia
Nata a Cles nel 1917, trascorse la sua gioventù nel nord Italia dove si formò alle università di Padova (laurea in Filosofia 1940), e Pavia (laurea in Storia dell'Arte nel 1950). Tra il 1951-53 si spostò a Roma, dove spese gran parte del resto della sua vita, per frequentare la scuola di Perfezionamento in Storia dell'Arte; qui incontrò uno dei suoi principali maestri, lo storico dell'arte Géza de Fràncovich. Dopo un iniziale debutto nel 1951 nel mondo della pittura veneziana del settecento, a cui contribuì pubblicando un importante volume sul pittore veneziano Gianantonio Guardi, i suoi interessi si spostarono presto sull'arte medievale e bizantina. Nel 1953 andò a studiare negli Stati Uniti grazie a una borsa Fulbright. Nel 1965 divenne docente di Storia dell'arte medievale e moderna all'Università della Sapienza. Pochi anni dopo, nel 1973, le fu affidato l'insegnamento di Storia dell'arte bizantina, il primo mai istituito in Italia, per il quale divenne professoressa ordinaria nel 1976.

## Opere principali
- Gian Antonio Guardi pittore di figura, 1951
- Icona, pittore e arte al Concilio Niceno II, 1974
- Edifici di Giustininano nell'ambito dell'Impero, 1988
- Bisanzio e l'ideologia delle immagini, 2011